# Paramitraceras
Paramitraceras is een geslacht van hooiwagens uit de familie Stygnopsidae.
De wetenschappelijke naam Paramitraceras is voor het eerst geldig gepubliceerd door F.O.Pickard-Cambridge in 1905. 

## Soorten
Paramitraceras omvat de volgende 4 soorten:
- Paramitraceras femoralis
- Paramitraceras fuscomaculatus
- Paramitraceras granulatus
- Paramitraceras hispidulus